# Journal secret 1941-1944
Journal secret 1941-1944 est un recueil de notes de l'écrivain Curzio Malaparte écrites entre 1941 et 1944.

## Historique
Entre avril 1941 et octobre 1944, Malaparte consigne dans trois cahiers des notes de travail, de lecture, de voyage qui lui servent à écrire ses chroniques et son roman Kaputt.

## Édition

### Italienne
- inédit en Italie

### Française
- 2019 - Journal secret 1941-1944, trad. Stéphanie Laporte, Paris, Quai Voltaire.